# The Patriot (catch)
Vous lisez un « bon article » labellisé en 2019.
Pour les articles homonymes, voir Wilkes, Patriot et The Patriot.
Del Wilkes (né le 21 décembre 1961 à Columbia et mort le 1er juillet 2021) est un catcheur américain connu sous le nom de ring de The Patriot. Il est joueur de football américain à l'université de Caroline du Sud au poste d'offensive lineman et est un All-American en 1984 c'est-à-dire qu'il est un des meilleurs joueurs du championnat universitaire. Cependant, il n'est pas engagé par des franchises de la National Football League et devient catcheur en 1988. 
Wilkes s'entraîne dans l'école de catch de The Fabulous Moolah puis part lutter à l'American Wrestling Association (AWA). Il y prend le nom de The Trooper où il incarne sur le ring un soldat de la police militaire américaine. Il fait équipe avec DJ Peterson et ensemble, ils sont les derniers champions du monde par équipes de l'AWA. Il fait ensuite un bref passage à la All Japan Pro Wrestling avec ce nom de ring.
En 1991, il rejoint la Global Wrestling Federation (GWF) et y adopte le gimmick de The Patriot qui est l’archétype du babyface patriote avec son masque aux couleurs du drapeau américain. Il est le premier champion Télévision et le premier champion d'Amérique du Nord de cette fédération qu'il quitte en 1992.
Il garde son gimmick de The Patriot et retourne à la All Japan Pro Wrestling où il remporte le championnat par équipes All Asia avec The Eagle qu'il retient jusqu'en 1994. La même année, il rejoint la World Championship Wrestling (WCW) où il forme l'équipe Stars and Stripe avec Marcus Alexander Bagwell. Ils remportent à deux reprises le championnat du monde par équipes de la WCW. En 1997, il rejoint la World Wrestling Federation où il est un des alliés de « Stone Cold » Steve Austin au cours de sa rivalité avec Bret Hart. L'année suivante, il est contraint d'arrêter sa carrière après une grave blessure au genou et des déchirures des deux triceps. 
À la suite de ses blessures, Wilkes devient dépendant aux anti-douleurs en plus d'être alcoolique et cocaïnomane, ce qui lui pose des problèmes avec la justice. Il se fait arrêter à de nombreuses reprises et est condamné à 18 mois de prison car il rédige ses propres ordonnances. Il parvient à soigner ses addictions grâce à son entourage. Par la suite, Wilkes travaille comme vendeur dans une concession automobile à Columbia. Il continue à porter le masque de The Patriot pour des signatures d'autographes en marge de spectacle de catch.

## Jeunesse
Del Wlkes grandit à Columbia en Caroline du Sud. Il est fan de catch et va souvent voir Jack Brisco (en) lutter au Township Auditorium de Columbia. Il fait partie de l'équipe de football américain de l'Irmo High School puis rejoint l'université de Caroline du Sud où il joue au poste d'offensive lineman,. À partir de 1983, il devient un des joueurs clé de l'attaque des Gamecocks de la Caroline du Sud. L'année suivante, il devient un All-American. Il quitte l'université avec un diplôme en justice pénale.
L'année suivante, il participe à des camps d'entraînements des Buccaneers de Tampa Bay en 1985 puis des Falcons d'Atlanta en 1986 mais n'est pas retenu.

## Carrière de catcheur

### Entraînement etAmerican Wrestling Association(1988-1990)
Del Wilkes décide de devenir catcheur et s'entraîne d'abord à l'école de The Fabulous Moolah. Il y apprend les bases du catch mais pas la « psychologie »,. Il rencontre le catcheur Wahoo McDaniel (en) qui l'invite à aller dans le Minnesota à l'American Wrestling Association (AWA). Il y continue son apprentissage du catch auprès de Brad Rheingans (en). Il commence par lutter sous son véritable nom puis prend le nom de ring de The Trooper et incarne un soldat de la police militaire américaine,.
L'AWA commence à le mettre en avant en 1990. Le 8 avril au cours de SuperClash IV, ils battent Mike Enos (en) et Wayne Bloom qui sont alors champions du monde par équipe de l'AWA dans un match en cage où le titre n'est pas en jeu,. Le 11 août, il fait équipe avec DJ Peterson et ils deviennent champion du monde par équipes de l'AWA en battant Enos et Bloom. Ils sont les derniers champions de cette fédération qui ferme ses portes début 1991.

### All Japan Pro Wrestling(1990-1997)
Del Wilkes fait plusieurs passages au Japon à la All Japan Pro Wrestling (AJPW) d'abord sous le nom de The Trooper,. Il n'est alors pas prêt à lutter dans cette fédération qui a un style de catch plus violent. 
Il y retourne en 1992 sous le nom de The Patriot. Il fait équipe avec The Eagle et le 2 juin 1993, ils remportent le championnat par équipes All Asia après leur victoire face à Kenta Kobashi et Tsuyoshi Kikuchi. Leur règne prend fin le 9 septembre après leur défaite face à Dan Kroffat et Doug Furnas.
En 1995, il revient à l'AJPW après avoir mis fin à son contrat avec la World Championship Wrestling où il est un mid-carder et y reste jusqu'en 1997.

### Global Wrestling Federation(1991-1992)
En 1991, Joe Pedicino et Bill Eadie, respectivement le propriétaire et le booker de la Global Wrestling Federation (GWF), proposent à Wilkes de venir travailler dans cette fédération. Il arrive au Texas où on lui explique qu'on souhaite le voir incarner The Patriot, un catcheur masqué aux couleurs de la bannière étoilée. Dès son arrivée, il participe au tournoi pour désigner le premier champion Télévision qu'il remporte après sa victoire face à Buddy Landel en finale le 29 juin 1991. Il est ensuite le premier champion poids lourd d'Amérique du Nord en battant Al Perez en finale d'un tournoi le 10 août,. Cette victoire est entachée de soupçon de triche car Perez a un pied sur la première corde du ring lors du tombé et The Patriot décide de rendre vacant son titre. The Patriot parvient à vaincre Perez dans un match revanche 13 jours plus tard. Cependant, cette victoire est entachée par l'intervention de Dark Patriot (en) en faveur de The Patriot.
The Patriot accepte son titre de champion d'Amérique du Nord et rend vacant le titre Télévision. Il devient le rival de Dark Patriot (en) et perd son titre face à ce dernier le 31 janvier 1992,. Au cours de ce combat, le commentateur Bruce Prichard aide Dark Patriot en frappant The Patriot avec la ceinture de champion d'Amérique du Nord. Wilkes quitte la fédération quelques jours plus tard.

### World Wrestling Federation(1992)
En 1992, Del Wilkes est brièvement sous contrat avec la World Wrestling Federation avant de quitter la fédération début avril.

### World Championship Wrestling(1994-1995)

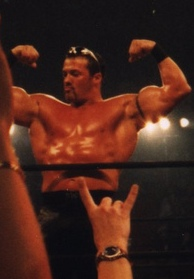
Marcus Alexander Bagwell est son équipier à la World Championship Wrestling.

En 1994, Del Wilkes signe un contrat de trois ans avec la World Championship Wrestling où il continue de lutter avec le masque de The Patriot,. Il commence à lutter seul avant que les bookers ne décident de le mettre en équipe avec Marcus Alexander Bagwell ; ensemble, ils se font appeler Stars and Stripe. Le 18 septembre au cours Fall Brawl, ils perdent un match pour le championnat du monde par équipes de la WCW face à Paul Orndorff et Paul Roma. Ils parviennent à les battre le 25 septembre et deviennent champions par équipes. Leur règne est assez court puisqu'Orndorff et Roma récupèrent ce titre le 23 octobre à Halloween Havoc. Stars and Stripe reprennent ce titre le 16 novembre à Clash of the Champions 29. Ce second règne s'arrête le 8 décembre au cours de l'enregistrement de WCW Saturday Night du 14 janvier 1995 après leur défaite face aux Harlem Heat (Booker T et Stevie Ray),.
Ils tentent de récupérer leur titre le 25 janvier au cours de Clash of the Champions 30 sans succès. Ils se séparent quelques semaines plus tard car Del Wilkes demande à quitter la WCW. Wilkes explique son départ car les arrivées et les mises en valeur d'Hulk Hogan et Randy Savage l'ont frustré.

### World Wrestling Federation(1997)
Le 14 juillet 1997 à RAW is WAR, « Stone Cold » Steve Austin présente The Patriot comme étant un de ses alliés dans sa rivalité avec Bret Hart, ce dernier incarne alors un heel patriote canadien. La semaine suivante, il fait son premier combat télévisé qu'il remporte par disqualification face à Hunter Hearst Helmsley après l'intervention de la Hart Foundation. Le 7 septembre à In Your House 17 : Ground Zero, il perd par soumission un match pour le championnat du monde poids lourd de la WWF face à Bret Hart. Le 5 octobre à Badd Blood: In Your House, il fait équipe avec Vader et ils ne parviennent pas à vaincre Bret Hart et The British Bulldog dans un match par équipe de capture du drapeau. Wilkes quitte la WWF quelques semaines plus tard après s'être déchiré le triceps.

### Fin de carrière (1998)
Après son départ de la WWF, Wilkes tente de reprendre sa carrière à la New Dimension Wrestling, une petite fédération de catch de Caroline du Nord. Sa blessure au triceps ainsi qu'une douleur au genou droit le contraignent à arrêter sa carrière.

### Conflit avec Tom Brandi

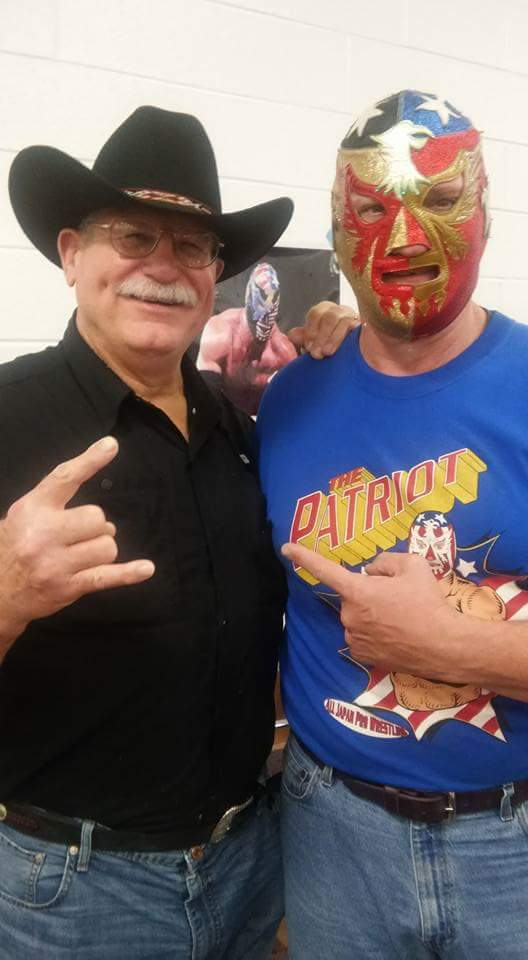
Stan Hansen et The Patriot en 2015.

Del Wilkes apparaît ponctuellement dans des petites fédérations de la côte Est en portant le masque de The Patriot. En décembre 2008, il apprend que Tom Brandi (en) incarne The Patriot dans des petites fédérations. D'après Wilkes, Brandi se présente comme étant le The Patriot de la World Wrestling Federation et utiliserait des photos de The Patriot en 1997 durant les séances de signature d'autographe. Brandi se défend en déclarant : « Il y a un million de Doink The Clown, une douzaine de Patriots et trois Nature Boys ».

## Mort
Le 1er juillet 2021, la presse annonce la mort de Del Wilkes d'une crise cardiaque.

## Vie privée
Del Wilkes a longtemps consommé des stéroïdes pour augmenter sa masse musculaire. C'est un ancien cocaïnomane, il  a été dépendant aux analgésiques. Il se fait arrêter à de nombreuses reprises à cause de cela et est condamné en 2002 à 18 mois de prison. Au cours de sa détention, il réussit à se sevrer et sort de prison en février 2003. Il s'est marié à une femme prénommée Cathy à l'été 2012.
En 2015, Michael Elliott réalise le documentaire Behind the Mask: Del the Patriot Wilkes retraçant la vie de Del Wilkes.

## Palmarès
- All Japan Pro Wrestling
  - 1 fois champion par équipes All Asia avec The Eagle[42]
- American Wrestling Association (AWA)
  - 1 fois champion du monde par équipes de l'AWA avec DJ Peterson[14]
- Global Wrestling Federation (GWF)
  - 2 fois champion poids lourd d'Amérique du Nord de la GWF[19]
  - 1 fois champion Télévision de la GWF[17]
- National Championship Wrestling (NCW)
  - 1 fois champion poids lourd de la NCW[43]
- World Championship Wrestling (WCW)
  - 2 fois champion du monde par équipes de la WCW avec Marcus Alexander Bagwell[44]

## Récompenses des magazines
- Pro Wrestling Illustrated
  - Catcheur le plus inspirant de l'année 1991[45]
  - 2e Rookie de l'année 1991[45]

| Année | 1991 | 1992 | 1993 | 1994 | 1995 | 1996 | 1997 |
| ----- | ---- | ---- | ---- | ---- | ---- | ---- | ---- |
| Rang  | 55   | 180  | 143  | 79   | 68   | 186  | 99   |